# Kim Sung-eun
Kim Sung-eun (nascida em 16 de setembro de 1983) é uma atriz sul-coreana.

## Prêmios e indicações
| Ano  | Prêmio                      | Categoria                                     | Obra indicada                          | Resultado |
| ---- | --------------------------- | --------------------------------------------- | -------------------------------------- | --------- |
| 2007 | 6º KBS Entertainment Awards | Top Entertainer Award                         | Immortal Songs                         | Venceu    |
| 2009 | 23º KBS Drama Awards        | Best Actress in a One-Act/Special/Short Drama | Hometown of Legends]] - Forbidden Book | Venceu    |